# Nyodes sublutescens
Nyodes sublutescens là một loài bướm đêm trong họ Noctuidae.